# San Vicente Xiloxochitla
San Vicente Xiloxochitla est une localité de la municipalité de Natívitas, dans l'état mexicain de Tlaxcala. Elle est considérée comme « la capitale du taco de canasta », dû au fait que l'élaboration de cet antojito représente la plus grande activité économique de la population.